# Resolutie 1758 Veiligheidsraad Verenigde Naties
Resolutie 1758 van de Veiligheidsraad van de Verenigde Naties werd op 15 juni 2007 unaniem aangenomen door de VN-Veiligheidsraad en verlengde de VN-vredesmissie op Cyprus met een half jaar.

## Achtergrond
Nadat in 1964 geweld was uitgebroken tussen de Griekse en Turkse bevolkingsgroep op Cyprus stationeerden de Verenigde Naties de UNFICYP-vredesmacht op het eiland. Haar mandaat wordt sindsdien om het half jaar verlengd. In 1974 bezette Turkije het noorden van Cyprus na een Griekse poging tot staatsgreep. In 1983 werd dat noordelijke deel met Turkse steun van Cyprus afgescheurd. Midden 1990 begon het toetredingsproces van (Grieks-)Cyprus tot de Europese Unie, maar de EU erkent de Turkse Republiek Noord-Cyprus vooralsnog niet.

## Inhoud

### Waarnemingen
Volgens de secretaris-generaal bleef de situatie rond de Groene Lijn in Cyprus rustig al steeg het aantal incidenten. Bij beide partijen werd er wel op aangedrongen de spanningen niet te doen oplopen en ook om allesomvattende onderhandelingen voor te bereiden, volgend op het akkoord van 8 juli 2006. Ook de ontmijning in de bufferzone was stilgevallen en de Turks-Cyprioten werden opgeroepen dit te hervatten.

### Handelingen
De Veiligheidsraad bevestigde dat het huidige status quo onaanvaardbaar was en dat de impasse al te lang had geduurd, en verlengde het mandaat van de UNFICYP-vredesmacht tot 15 december 2007.
Bij de Turks-Cyprioten en het Turkse leger werd er nog eens op aangedrongen om het militaire status quo in Strovilia van voor 30 juni 2000 te herstellen.

## Verwante resoluties
- Resolutie 1687 Veiligheidsraad Verenigde Naties (2006)
- Resolutie 1728 Veiligheidsraad Verenigde Naties (2006)
- Resolutie 1789 Veiligheidsraad Verenigde Naties
- Resolutie 1818 Veiligheidsraad Verenigde Naties (2008)

Lijst ·  1739 ·  1740 ·  1741 ·  1742 ·  1743 ·  1744 ·  1745 ·  1746 ·  1747 ·  1748 ·  1749 ·  1750 ·  1751 ·  1752 ·  1753 ·  1754 ·  1755 ·  1756 ·  1757 ·  1758 ·  1759 ·  1760 ·  1761 ·  1762 ·  1763 ·  1764 ·  1765 ·  1766 ·  1767 ·  1768 ·  1769 ·  1770 ·  1771 ·  1772 ·  1773 ·  1774 ·  1775 ·  1776 ·  1777 ·  1778 ·  1779 ·  1780 ·  1781 ·  1782 ·  1783 ·  1784 ·  1785 ·  1786 ·  1787 ·  1788 ·  1789 ·  1790 ·  1791 ·  1792 ·  1793 ·  1794